# Marie Fel

Marie Fel.
Porträt von Quentin de La Tour (1757).

Marie Fel (* 24. Oktober 1713 in Bordeaux; † 2. Februar 1794 in Chaillot) war eine französische Opernsängerin (Sopran).

## Leben
Sie erhielt Orgelunterricht von ihrem Vater, dem Organisten Henri Fel sowie Gesangsunterricht und eine allgemeine künstlerische Ausbildung bei der Sopranistin Anne Antonia Christina Somis (1704–1785), der Ehefrau des Malers Charles André van Loo. Im Jahre 1733 debütierte Marie Fel an der Pariser Oper als Vénus in der Philomèle von Marc-Antoine Charpentier. Später sang sie auch regelmäßig im Concert spirituel.
In ihrer fünfunddreißig Jahre dauernden Karriere sang sie vor allem in Opern von Jean-Philippe Rameau zusammen mit Pierre de Jélyotte (1713–1797). Dieser aus dem aquitanischen Lasseube stammende und in Toulouse ausgebildete Haute-contre bildete zusammen mit der Sopranistin Fel die tragenden Säulen des französischen Musiktheaters im zweiten Drittels des 18. Jahrhunderts.
Der Violinist und Komponist Jean-Joseph Cassanéa de Mondonville komponierte Rollen und Musikwerke speziell für sie, auch beteiligte sie sich an Wiederaufnahmen von Werken Jean-Baptiste Lully, André Campra, Joseph Bodin de Boismortier und Jean-Joseph Mouret. Sie zog sich im Jahre 1758 von regelmäßigen Bühnenauftritten zurück, gab aber weiterhin bis zum Jahre 1769 Konzerte.
Sie hatte eine langfristige Beziehung mit dem Maler Maurice Quentin de La Tour, der ein Porträt von ihr in Pastell machte. Zu ihren großen Verehrern gehörten die französischen Literaten Friedrich Melchior Grimm und Louis de Cahusac. Zu ihren Schülerinnen zählte auch die französische Sängerin und Schauspielerin Sophie Arnould.
Ihr älterer Bruder war der Opernsänger Antoine Fel (1694–1771).